# António Maria Holtreman do Rego Botelho de Faria
António Maria Holtreman do Rego Botelho de Faria (Arruda dos Vinhos, 28 de agosto de 1854 — Angra do Heroísmo, 22 de outubro de 1929), 1.º conde de Rego Botelho, foi um grande proprietário e político destacado, líder do Partido Regenerador na ilha Terceira.

## Biografia
Descendente da família Holtreman, nasceu em Arruda dos Vinhos, filho de João Manuel do Rego Botelho de Faria, um morgado terceirense com grandes vínculos nas ilhas Terceira e São Miguel, e de Narcisa Maria das Neves Holtreman, irmã de Alfredo Augusto das Neves Holtreman, 1.º Visconde de Alvalade e filha do latifundiário e jurista  António Maria Ribeiro da Costa Holtreman, o qual salvou da ruína a fortuna do genro, com uma administração criteriosa. Casou com Maria Sieuve de Meneses, filha de José Maria Sieuve de Meneses, o 1.º conde de Sieuve de Meneses, e foi sogro de Jacinto Carlos da Silva, o Visconde da Agualva, ambos figuras gradas da política da cidade de Angra do Heroísmo.
Foi agraciado com o título de conde de Rego Botelho em 1894, em sua vida, e recebeu as armas de seu trisavô, João Manuel do Rego Botelho de Faria Corte Real da Silveira, fidalgo cavaleiro da casa real, sargento-mor do Terço de Infantaria e capitão-mor de ordenanças de Angra.
Militante destacado do Partido Regenerador, ocupou a liderança distrital do partido após o falecimento do seu sogro, o 1.º conde de Sieuve de Meneses.
Eleito par do reino pelo distrito de Angra do Heroísmo nas eleições de 1890 e 1894. Foi Presidente da Câmara Municipal de Angra do Heroísmo, cônsul honorário do Reino Unido e vice-cônsul honorário do Brasil em Angra do Heroísmo.